# Calathea compacta
Calathea compacta là một loài thực vật có hoa trong họ Marantaceae. Loài này được S.Suárez & Galeano mô tả khoa học đầu tiên năm 2000.